# Comunità montana del Matese
La Comunità montana del Matese è una comunità montana campana. 
L'ente comprende diciassette comuni della provincia di Caserta:
- Ailano
- Alife
- Capriati a Volturno
- Castello del Matese
- Ciorlano
- Fontegreca
- Gallo Matese
- Gioia Sannitica
- Letino
- Piedimonte Matese
- Prata Sannita
- Pratella
- Raviscanina
- San Gregorio Matese
- San Potito Sannitico
- Sant'Angelo d'Alife
- Valle Agricola